# Interprovincial Championship
El Campeonato interprovincial irlandés (Craobh Rugbaí Idir-Irish en irlandés) fue un torneo de rugby organizado por la Unión de Rugby Fútbol de Irlanda que enfrentaba a las cuatro provincias de Irlanda y constituyó la competición de rugby más importante de la isla de Irlanda.

## Historia
Los participantes siempre fueron Connacht Rugby, Leinster Rugby y Munster Rugby de Irlanda y Ulster Rugby de Irlanda del Norte con la única excepción que de 1993 a 1996 participaron los Irish Exiles. Los Exiliados nunca pudieron alcanzar el nivel de sus rivales y solo ganaron un partido en sus cuatro temporadas.
En 2001 con el inicio del Pro 12 Rugby o Liga celta en su primera temporada, que debió durar cuatro meses y la Welsh-Scottish League del que participaban los clubes escoceses y galeses, era obvio que la Liga Celta debía modificarse para ser una liga importante al costo que los torneos locales debían ceder importancia. Es por esto que el Campeonato interprovincial irlandés finalizó en 2002 y en la actualidad solo es disputado en divisiones juveniles.

## Campeones
| Edición | Edición | Campeón                     |
| ------- | ------- | --------------------------- |
| 1       | 1946-47 | Ulster                      |
| 2       | 1947-48 | Munster                     |
| 3       | 1948-49 | Leinster                    |
| 4       | 1949-50 | Leinster                    |
| 5       | 1950-51 | Ulster                      |
| 6       | 1951-52 | Ulster                      |
| 7       | 1952-53 | Munster                     |
| 8       | 1953-54 | Ulster                      |
| 9       | 1954-55 | Leinster y Munster          |
| 10      | 1955-56 | Connacht y Ulster           |
| 11      | 1956-57 | Connacht, Leinster y Ulster |
| 12      | 1957-58 | Munster                     |
| 13      | 1958-59 | Leinster                    |
| 14      | 1959-60 | Munster                     |
| 15      | 1960-61 | Leinster                    |
| 16      | 1961-62 | Leinster                    |
| 17      | 1962-63 | Munster                     |
| 18      | 1963-64 | Leinster                    |
| 19      | 1964-65 | Connacht y Leinster         |

| Edición | Edición | Campeón                    |
| ------- | ------- | -------------------------- |
| 20      | 1965-66 | Munster                    |
| 21      | 1966-67 | Munster y Ulster           |
| 22      | 1967-68 | Ulster                     |
| 23      | 1968-69 | Munster                    |
| 24      | 1969-70 | Ulster                     |
| 25      | 1970-71 | Ulster                     |
| 26      | 1971-72 | Leinster                   |
| 27      | 1972-73 | Leinster, Munster y Ulster |
| 28      | 1973-74 | Munster                    |
| 29      | 1974-75 | Ulster                     |
| 30      | 1975-76 | Leinster, Munster y Ulster |
| 31      | 1976-77 | Ulster                     |
| 32      | 1977-78 | Leinster, Munster y Ulster |
| 33      | 1978-79 | Munster                    |
| 34      | 1979-80 | Leinster                   |
| 35      | 1980-81 | Leinster                   |
| 36      | 1981-82 | Leinster                   |
| 37      | 1982-83 | Leinster, Munster y Ulster |
| 38      | 1983-84 | Leinster                   |

| Edición | Edición | Campeón                    |
| ------- | ------- | -------------------------- |
| 39      | 1984-85 | Ulster                     |
| 40      | 1985-86 | Ulster                     |
| 41      | 1986-87 | Ulster                     |
| 42      | 1987-88 | Munster y Ulster           |
| 43      | 1988-89 | Ulster                     |
| 44      | 1989-90 | Ulster                     |
| 45      | 1990-91 | Ulster                     |
| 46      | 1991-92 | Ulster                     |
| 47      | 1992-93 | Ulster                     |
| 48      | 1993-94 | Leinster, Munster y Ulster |
| 49      | 1994-95 | Munster                    |
| 50      | 1995-96 | Leinster                   |
| 51      | 1996-97 | Munster                    |
| 52      | 1997-98 | Leinster y Munster         |
| 53      | 1998-99 | Munster                    |
| 54      | 1999-00 | Munster                    |
| 55      | 2000-01 | Munster                    |
| 56      | 2001-02 | Leinster                   |

## Palmarés
| Equipo         | Títulos | Temporadas |
| -------------- | ------- | --- |
| Ulster Rugby   | 26      | 1947, 1951, 1952, 1954, 1956, 1957, 1967, 1968, 1970, 1971, 1973, 1975, 1976, 1977, 1978, 1983, 1985, 1986, 1987, 1988, 1989, 1990, 1991, 1992, 1993 y 1994. |
| Munster Rugby  | 23      | 1948, 1953, 1955, 1958, 1960, 1963, 1966, 1967, 1969, 1973, 1974, 1976, 1978, 1979, 1983, 1988, 1994, 1995, 1997, 1998, 1999, 2000 y 2001.                   |
| Leinster Rugby | 22      | 1949, 1950, 1955, 1957, 1959, 1961, 1962, 1964, 1965, 1972, 1973, 1976, 1978, 1980, 1981, 1982, 1983, 1984, 1994, 1996, 1998 y 2002.                         |
| Connacht Rugby | 3       | 1956, 1957 y 1965. |